# Radical 139
El radical 139, representado por el carácter Han 色, es uno de los 214 radicales del diccionario de Kangxi. En mandarín estándar es llamado 色部, (sè bù, ‘radical «color»’); en japonés es llamado 色部, しょくぶ (shokubu), y en coreano 색 (saek).
El radical «color» aparece siempre en el lado derecho de los caracteres que clasifica, por ejemplo, en 艵 y 艷.

## Nombres populares
- Mandarín estándar: 色, sè, ‘color’.
- Coreano: 빛색부, bit saek bu, ‘radical saek-color’.
- Japonés:　色（いろ）, iro, ‘color’.
- En occidente: radical «color».

## Galería
| Estilos antiguos                                 | Estilos antiguos                  | Estilos antiguos                        | Estilos antiguos                   | Estilos antiguos                   | Estilos empleados actualmente       | Estilos empleados actualmente  | Estilos empleados actualmente    | Estilos empleados actualmente   | Estilos empleados actualmente  |
|                                                  |                                   |                                         |                                    |                                    |                                     | 色                             | 色                               |                                 |                                |
| 甲骨文 jiǎgǔwén (escritura de huesos oraculares) | 金文 jīnwén (escritura de bronce) | 简帛 jiǎnbó (escritura de bambú y seda) | 篆文 zhuànwén (escritura de sello) | 篆文 zhuànwén (escritura de sello) | 隸書 lìshū (estilo de los escribas) | 楷書 kǎishū (estilo regular)   | 楷書 kǎishū (estilo regular)     | 行書 xǐngshū (estilo corriente) | 草書 cǎoshū (estilo de hierba) |
| 甲骨文 jiǎgǔwén (escritura de huesos oraculares) | 金文 jīnwén (escritura de bronce) | 简帛 jiǎnbó (escritura de bambú y seda) | 大篆 dàzhuàn (sello grande)        | 小篆 xiǎozhuàn (sello pequeño)     | 隸書 lìshū (estilo de los escribas) | 繁體／繁体 fántǐ (tradicional) | 简体／簡體 jiǎntǐ (simplificado) | 行書 xǐngshū (estilo corriente) | 草書 cǎoshū (estilo de hierba) |

## Caracteres con el radical 139
| trazos | carácter |
| ------ | -------- |
| + 0    | 色       |
| + 4    | 艳       |
| + 5    | 艴       |
| + 8    | 艵       |
| + 13   | 艶       |
| + 18   | 艷       |